# Naran
Naran (Urdu: ناران) è una città di medie dimensioni in Alta Valle Kaghan a Mansehra distretto di Khyber Pakhtunkhwa province del Pakistan. Si trova a 119 km (74 mi) dalla città di Mansehra a quota 8202 piedi (2500 m).
Naran è una delle città più panoramiche in Pakistan, attirando migliaia di turisti, escursionisti, fotografi e natura-appassionati, ogni anno. Il fiume Kunhar, gonfio di fusione glaciale, passa attraverso questa città in quanto si snoda la sua strada attraverso la valle.

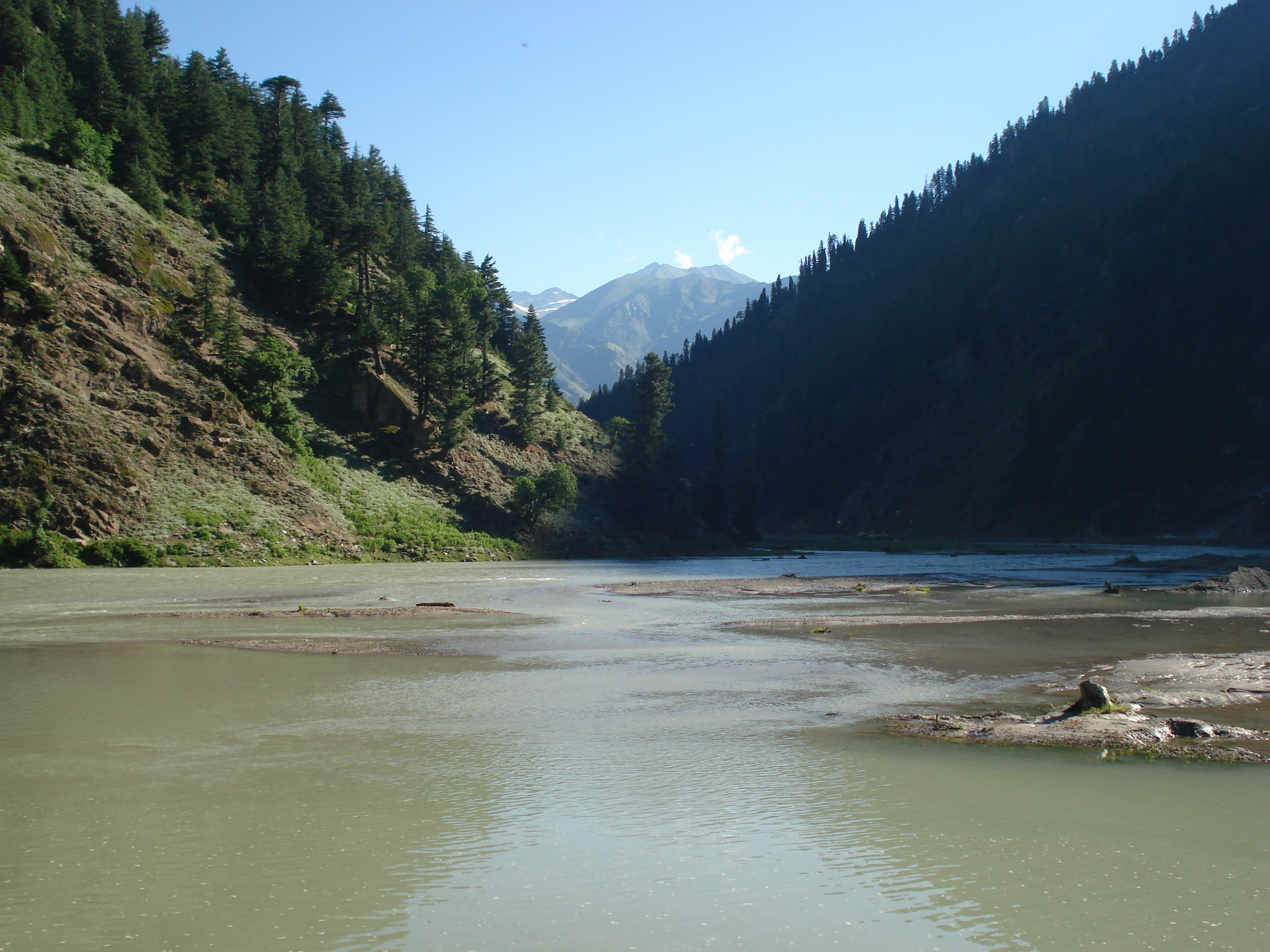
Kunhar river in Naran during the month of June as viewed from PTDC motel

Naran può essere considerato come base per le destinazioni sceniche come il Lago di Saif-ul-Malook, Lalazar Babusar, Noori Valley e Purbi Valley.

## Alloggio
Naran ha più di 100 hotel di varie tipologie che vanno dagli alberghi di lusso a motel con prezzi molto bassi. motel a tenda sono presenti anche per i famigliari dei turisti per soggiornare. Il Pakistan Tourism Development Corporation (PTDC) ha anche un motel situato nel nord della città in grado di ospitare persone in diverse tariffe, dalle camere media a costosi capanne accanto al fiume Kunhar. Esiste anche un mercato là, dove sono disponibili tutte le necessità di base della vita.

## Trasporto
Naran è collegata dalla strada Naran da Mansehra. Nella stagione turistica (1º giugno al 31 agosto) i mezzi pubblici corrono tutti i giorni tra Manshera e Naran. Jeep, auto e taxi, a noleggio sono disponibili da Manshera per arrivare anche qui. In inverno la strada che conduce a Naran è bloccato a causa di forti nevicate ed è molto difficile da raggiungere là.

## Clima
In Naran, il clima è freddo in inverno e mite fresco in estate. Ci sono precipitazioni significative in estate e abbondanti nevicate in inverno. Anche il mese più asciutto ha un sacco di pioggia. La temperatura media annuale a Naran è 10,1 °C. La regione è alpina e temperato, con boschi e prati che dominano il paesaggio sottostante le vette che raggiungono oltre 17.000 piedi. In seguito è la storia di tempo Naran.
| Mese                 | Gen | Feb | Mar | Apr | Mag | Giu | Lug | Ago | Sett | Ott | Nov | Dic |
| -------------------- | --- | --- | --- | --- | --- | --- | --- | --- | ---- | --- | --- | --- |
| Temperature alte °C  | 17  | 19  | 27  | 22  | 23  | 27  | 24  | 25  | 20   | 15  | 15  | 11  |
| Medie/Alte °C        | 8   | 8   | 11  | 14  | 20  | 22  | 20  | 22  | 20   | 19  | 14  | 07  |
| Medie/basse °C       | -15 | -15 | -12 | -5  | 0   | 7   | 10  | 10  | 4    | 0   | -7  | -10 |
| Temperature basse °C | -9  | -7  | -8  | -1  | -2  | 5   | 13  | 11  | 6    | -1  | -5  | -15 |
| Precipitazioni mm    | 11  | 26  | 40  | 27  | 24  | 27  | 30  | 30  | 27   | 24  | 30  | 13  |

## Escursioni, Trekking e fuoristrada

### Lago Saif-ul-Maluk
Da Naran al Lago Saiful Muluk la strada è polverosa, in Jeep è circa 9 km di strada con un livello di percorsi escursionistici di difficoltà che vanno da facile a media. Il percorso in jeep può essere di un'ora. dislivello netto è di circa 700 metri (2300 piedi).

### Lago Ansu
Ansu è un lago a forma di una lacrima situato adiacente al Malika Parbat. Si può raggiungere attraverso 11 km di strada a partire da Saif-ul-Malook. Questo percorso può essere suddiviso in due fasi. a) 7 km a piedi dalla base fino Malika Parbat. b) 4 km escursione su per la montagna con altitudine rete intorno 1000 m (3300 piedi). Può essere percorsa da Trekking in 4-5 ore. Lago rimane accessibile da inizio giugno fino a fine novembre, con peggioramento del tempo rendendo difficile all'inizio e alla fine della stagione.

### Lalazar
Lalazar è un altopiano, un tempo noto per i fiori selvatici e foreste di pini rilassanti. Anche se di recente coltivazione di patate e altri corpi, la bellezza naturale, che è tuttora incantevole, la vista di Malika Parbat e prati ne fanno una vista incantevole. Lalazar è raggiungibile attraverso una pista fangosa in jeep in 1 ora a partire dal Battakundi. Alcune persone preferiscono il trekking a cavallo invece della jeep. Un famoso, trekking moderato a partire dal lago di Saif-ul-Malook attraverso pittoresca Hans Gali termina a Lalazar.
Altri Trekking (Originari / terminano in Naran Valley):
- - Balakot (Cancello di Kaghan Valley)
- - Noori Top
- - Dudipatsar Lake (Regine dei laghi)
- - Saral Lake
- - Fairy Land [Scoperto nel 2014 da Shahzada Naveed]
- - Battakundi
- - Ratti-Gali Lake (il lago è in AJK)
- - Sat-sar Mala Lakes (6 laghi in un unico posto)
- - Gitidas
- - Gattian Lake (il lago è in AJK)
- - Jalkhad (posto meraviglioso)
- - Lulusar Lake
- - Sarkatha lake (il lago è in Kohistan) [Scoperto nel 2013 da Shahzada Naveed]
- - Sangal Lake [Scoperto nel 2013 da Shahzada Naveed]
- - Katha-sar Lake (il lago si trova in Kohistan)
- - Ghazi Sar (Posto meraviglioso)
- - Maheen Lake (il lago si trova in Kohistan)
- - Babusar Top (fine di Kaghan Valley)

## Gallery

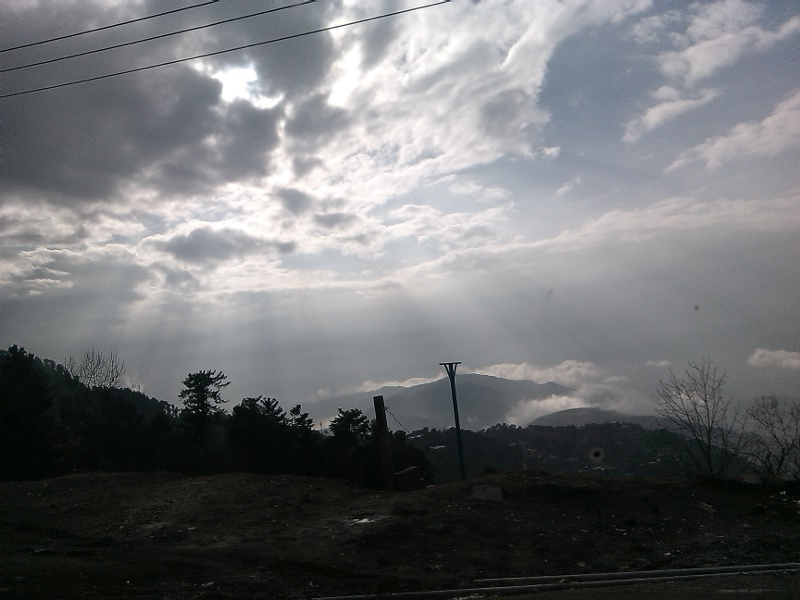
Himalaya Mountains, Pakistan
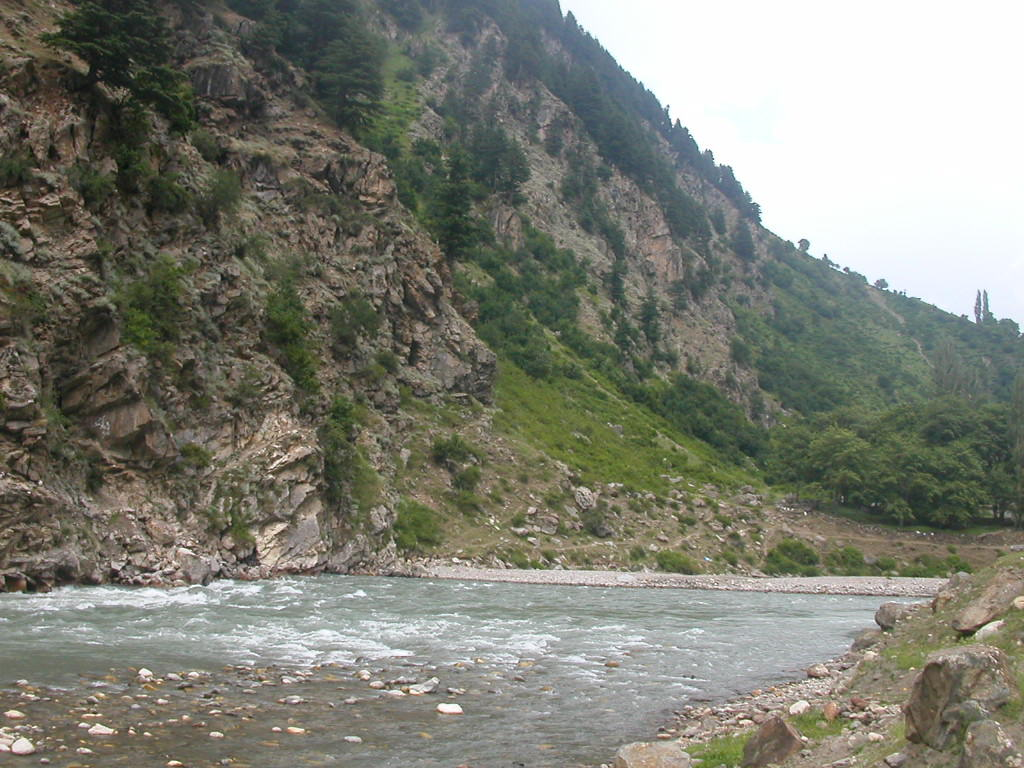
River Kunhar in Naran
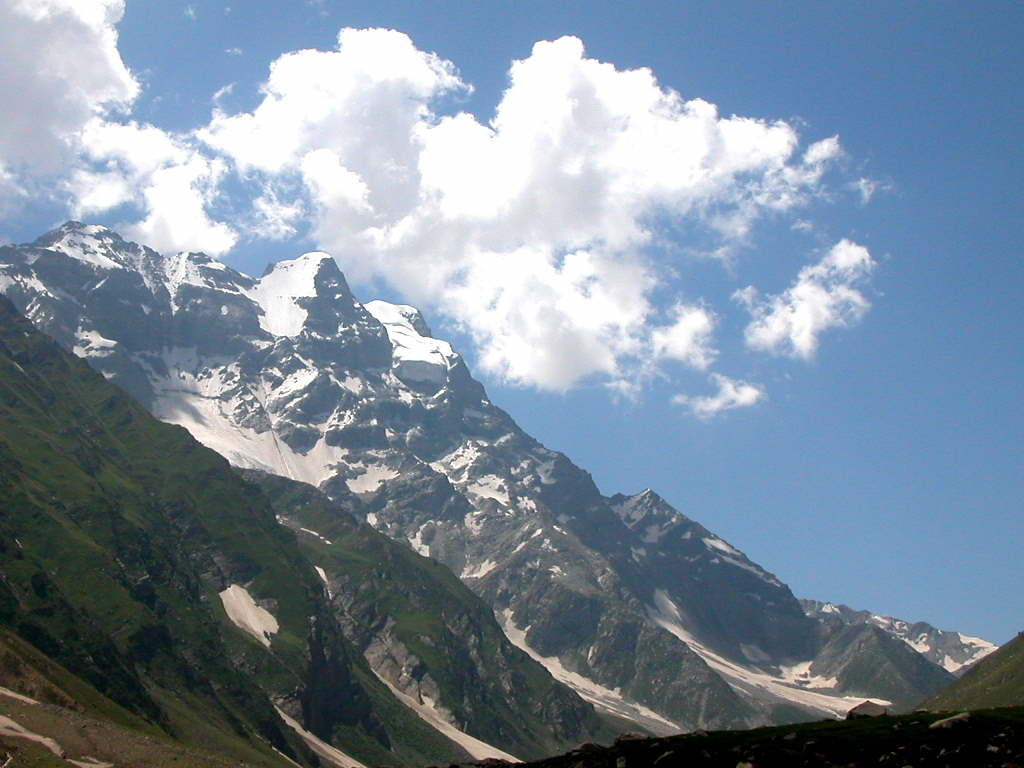
Malka Perbat Peak in Naran, Pakistan
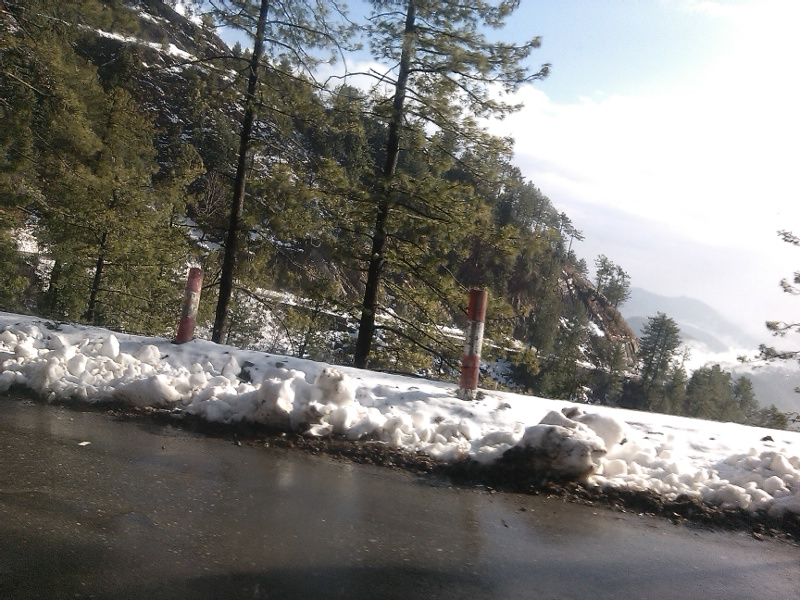
Lake
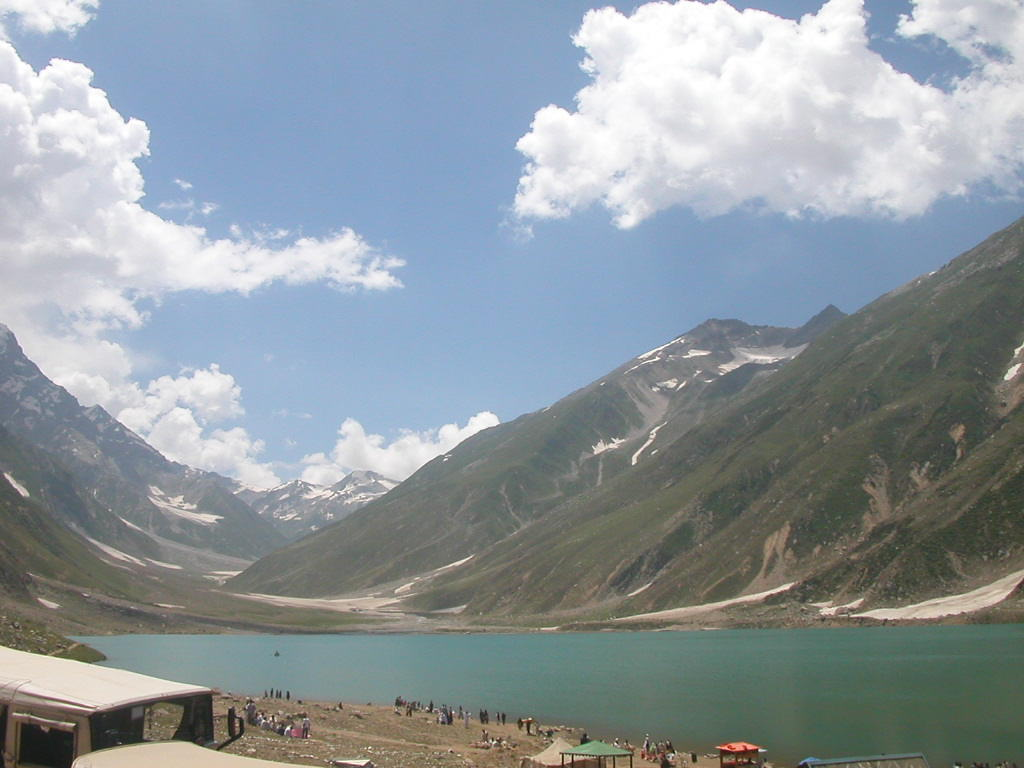
Lake Saif-ul-maluk ne, Pakistan
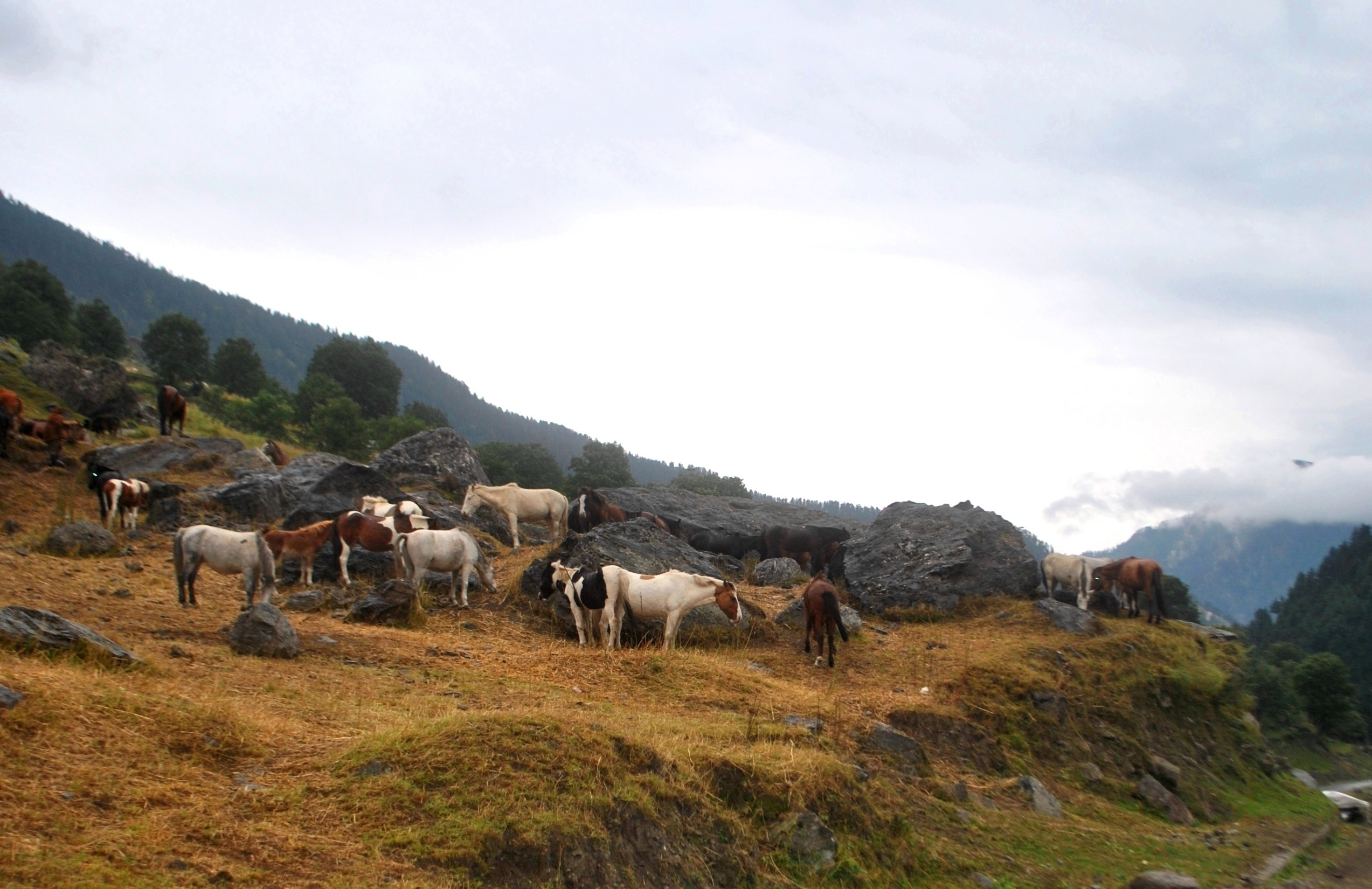
Grazing horses of Naran